# Gladneuzen
De gladneuzen (Vespertilionidae) vormen een familie van kleine vleermuizen die over de hele wereld voorkomen. De familie omvat 531 soorten, waarvan er 32 in Europa voorkomen. Deze soorten worden ingedeeld in 60 geslachten. De gladneuzen vormen de grootste familie van de vleermuizen en een van de grootste families van de zoogdieren.

## Kenmerken
Gladneuzen zijn over het algemeen vrij kleine vleermuizen, zonder opvallende kenmerken. Ze worden meestal geïdentificeerd door de afwezigheid van een neusblad, zoals dat bijvoorbeeld bij hoefijzerneuzen voorkomt (vandaar de naam "gladneus"), en door de aanwezigheid van een vrij lange staart, die echter niet of nauwelijks uit het uropatagium (de vlieghuid tussen de achterpoten) steekt. Soms worden echter ook andere kenmerken gebruikt, zoals de aanwezigheid van drie vingerkootjes in de derde vinger en de vorm en afmetingen van de oren. In de praktijk is de identificatie van deze familie vrij makkelijk, maar de meeste diagnostische kenmerken komen ook - in verschillende combinaties - in andere families voor, zodat het moeilijk is de familie formeel te beschrijven. Er is geen morfologische synapomorfie (een uniek kenmerk dat door de voorouder van de familie is verworven en doorgegeven aan de latere soorten van de familie) voor de familie bekend.
Alle gladneuzen bezitten een oor met tragus. De vorm van de tragus wordt soms gebruikt voor de identificatie van de verschillende geslachten. De meeste soorten hebben vrij kleine ogen en een onopvallende bruine, zwarte of grijze vacht, waarbij de buik lichter is dan de rug. Op de snuit bevinden zich enkele sterke tastharen. Jonge dieren hebben een goed ontwikkeld melkgebit. De meeste gladneuzen hebben twee melkklieren, maar de tweekleurige vleermuis (Vespertilio murinus) heeft er vier. Schijntepels, aanwezig bij de hoefijzerneuzen, ontbreken bij de gladneuzen.

## Leefwijze
De meeste gladneuzen voeden zich met insecten, voornamelijk vliegende insecten als muggen, die de vleermuizen in de lucht vangen. Sommige soorten vangen ook prooien van de grond, van takken of van bladeren. Eén soort, de Noord-Amerikaanse visetende vleermuis (Myotis vivesi), eet vrijwel uitsluitend vissen; enkele andere Myotis-soorten eten soms ook vis. De Australische soort Scoteanax rueppellii eet mogelijk ook kleinere vleermuizen. Bij sommige soorten, zoals Murina florium, komt coprofagie (het opeten van de eigen uitwerpselen) voor. Tijdens de jacht, de oriëntatie en de navigatie maken alle soorten uit de familie gebruik van echolocatie. Hierbij worden ultrasone geluiden, bestaande uit soortspecifieke frequentiemodulerende pulsen, door de geopende mond (of, zoals bij de grootoorvleermuizen, door de neus) uitgestoten.
In rust worden de vleugels samengevouwen en langs de zijden van het lichaam gelegd. Hierbij is de vlieghuid nog nauwelijks zichtbaar. De lange staart wordt over de buik gebogen. Behalve door te vliegen kunnen gladneuzen zich ook voortbewegen door te springen met korte sprongetjes (ook zijwaarts en achterwaarts), te rennen en te klimmen (ook achterwaarts). Gladneuzen kunnen ook van de grond wegvliegen, doordat ze zich van de grond kunnen oprichten om een klein sprongetje te maken, waardoor de luchtweerstand onder de vleugels kan komen.
De meeste soorten uit de gematigde streken houden een winterslaap van zo'n vijf à zes maanden. Het zijn over het algemeen sociale soorten, die leven in soms zeer grote kolonies (deze kolonies bestaan bij sommige soorten uit meer dan 150 000 dieren). Bij de soorten uit gematigde streken wordt er een onderscheid gemaakt tussen zomerkolonies ("kraamkolonies"), waarin meestal de voortplanting plaatsvindt, en winterkolonies, waarin de dieren overwinteren. Deze laatste bevindt zich meestal in grotten of andere koele plekken, als kelders of mijnen. Enkele soorten, zoals de soorten uit de geslachten Lasiurus en Nyctalus en de ruige dwergvleermuis (Pipistrellus nathusii), houden geen winterslaap maar trekken 's winters naar het zuiden, waarbij ze afstanden van meer dan duizend kilometer kunnen overbruggen.
Bij de meeste soorten uit de gematigde streken vindt er niet direct na de paring de bevruchting plaats, maar worden de zaadcellen gedurende de winterslaap in de baarmoeder bewaard. Pas na het ontwaken uit de winterslaap vinden de rijping van het eicel, de eisprong en de bevruchting plaats. Een uitzondering hierop is de langvleugelvleermuis (Miniopterus schreibersii). Bij deze soort vindt de bevruchting al wel na de paring plaats, maar staakt de ontwikkeling van het embryo in het blastocystestadium. De ontwikkeling zet zich pas na de winterslaap weer voort. Dit verschijnsel wordt "vertraagde inbedding" genoemd, en komt ook bij enkele andere zoogdiersoorten voor, zoals verscheidene marterachtigen en de ree. De meeste soorten krijgen slechts één of twee jongen. De soorten uit het geslacht Lasiurus kunnen tot vier jongen krijgen.

## Verspreiding
Gladneuzen komen over de hele wereld voor, maar ze ontbreken op zeer afgelegen oceanische eilanden en op zeer hoge breedte. Zowel de meest noordelijk als de meest zuidelijk voorkomende vleermuis behoort tot deze familie: de Noordse vleermuis (E. nilssoni) is de enige vleermuis die de Noordpoolcirkel bereikt, en Myotis chiloensis en Histiotus magellanicus uit het zuiden van Chili en Argentinië zijn de meest zuidelijk voorkomende soorten van de vleermuizen. Eén geslacht uit deze familie, Myotis, is het enige landzoogdierengeslacht dat vrijwel wereldwijd inheems is (deze dieren ontbreken alleen op Antarctica en op enkele plaatsen met zeer extreme klimaten); een ander geslacht, Eptesicus, ontbreekt alleen in Australië en op de eilanden van Zuidoost-Azië. De familie is in de gematigde en koelere streken van het Noordelijk Halfrond de meest talrijke familie; de meeste vleermuizen die voorkomen in Europa, Noord-Azië en Noord-Amerika behoren tot de gladneuzen.

## Verwantschappen en evolutie
Gladneuzen behoren binnen de vleermuizen tot de groep Yangochiroptera, die de meeste soorten van de vleermuizen omvat. Binnen deze groep zijn de gladneuzen waarschijnlijk het nauwste verwant aan de bulvleermuizen.
Een morfologische fylogenetische analyse gaf eerst een verwantschap met de "Nataloidea" (een groep die trechteroorvleermuizen (Natalidae), zuigschijfvleermuizen (Myzopodidae), hechtschijfvleermuizen (Thyropteridae) en furievleermuizen (Furipteridae) omvat) en, minder nauw, met de bulvleermuizen (Molossidae) aan (de Antrozoinae, een groep binnen de gladneuzen, werd onverwachts als een verwant van de bulvleermuizen herkend), maar na verbetering van de gegevens werd een nauwere verwantschap met de bulvleermuizen beter ondersteund. De Antrozoinae was verwant aan de gladneuzen als fossiele taxa niet werden opgenomen in de analyse, maar clusterde met de bulvleermuizen als de fossielen wel werden opgenomen.
Genetische gegevens ondersteunen de verwantschap tussen de Antrozoinae en de Molossidae niet; de Antrozoinae behoren tot de gladneuzen (zie hieronder voor meer informatie daarover). Genetisch zijn de gladneusvleermuizen het nauwst verwant aan de bulvleermuizen; deze groep is dan weer verwant aan de trechteroor- en zuigschijfvleermuizen. De hechtschijf- en furievleermuizen zijn niet verwant aan de andere Nataloidea, maar aan een grotere Amerikaanse groep met onder andere de bladneusvleermuizen van de Nieuwe Wereld (Phyllostomidae).
Het is niet bekend wat de nauwste fossiele verwanten van de gladneuzen zijn. Stehlinia, uit het Midden-Eoceen tot Laat-Oligoceen van Europa, is door verschillende auteurs in allerlei groepen binnen de gladneuzen geplaatst, maar hoort waarschijnlijk bij de Nataloidea, samen met Ageina, Honrovits, Chamtwaria en Chadronycteris. Het is echter niet duidelijk waar deze geslachten thuishoren nu de status van de Nataloidea als een natuurlijke groep onder druk staat. De fossiele familie Philisidae behoort ook tot de Yangochiroptera; deze familie is ook gesuggereerd als een mogelijk lid van de Nataloidea, hoewel de familie oorspronkelijk als een nauwe verwant van de gladneuzen werd beschouwd.

## Indeling
| Naam             | Verspreiding                       | Inhoud                     | Vroegste vondst    |
| ---------------- | ---------------------------------- | -------------------------- | ------------------ |
| Kerivoulinae     | Tropische delen van de Oude Wereld | 2 geslachten, 32 soorten   | Vroeg-Mioceen      |
| Murininae        | Zuid- en Oost-Azië tot Australië   | 3 geslachten, 42 soorten   | Midden-Pleistoceen |
| Myotinae         | Praktisch wereldwijd               | 3 geslachten, 143 soorten  | Vroeg-Oligoceen    |
| Vespertilioninae | Praktisch wereldwijd               | 52 geslachten, 314 soorten | Vroeg-Oligoceen    |

Gladneusvleermuizen worden traditioneel ingedeeld in ongeveer vier onderfamilies. Tomopeas ravus, die vaak beschouwd is als de enige soort van de onderfamilie Tomopeatinae, wordt tegenwoordig in de familie der bulvleermuizen (Molossidae) geplaatst. De soms nog erkende onderfamilie Nyctophilinae wordt nu algemeen als een deel van de Vespertilioninae gezien. De Myotinae wordt sinds enkele jaren niet meer in de Vespertilioninae geplaatst, maar als een aparte onderfamilie gezien. De status van de onderfamilie Antrozoinae is ook onzeker. Deze groep, die traditioneel als een onderfamilie van de gladneuzen wordt gezien, is in sommige classificaties als een aparte familie verwant aan de bulvleermuizen erkend. Volgens genetische gegevens zijn de twee soorten van deze groep echter deel van de Vespertilioninae, waar ze mogelijk verwant zijn aan Rhogeessa. Drie onderfamilies, Murininae, Kerivoulinae en Miniopterinae zijn vrij klein en hun status als aparte onderfamilie wordt niet betwijfeld. De Miniopterinae wordt tegenwoordig echter vaak als een aparte familie gezien, omdat deze groep genetisch niet nauw verwant is aan de andere gladneuzen, maar juist aan de bulvleermuizen. Alle onderfamilies kunnen worden gedefinieerd door morfologische of karyologische kenmerken. De verwantschappen binnen de kleine onderfamilies Antrozoinae, Kerivoulinae, Murininae en Miniopterinae, die maar enkele geslachten omvatten, staan niet ter discussie, maar zowel de status van de drie geslachten van de Myotinae als de verwantschappen binnen de Vespertilioninae zijn nog zeer onduidelijk. Er worden nu drie geslachten in de Myotinae geplaatst, Cistugo (Zuidwest-Afrika; twee soorten), Lasionycteris (Noord-Amerika; één soort) en Myotis (vrijwel wereldwijd; 104 soorten). Lasionycteris komt in een genetische analyse echter diep in de Vespertilioninae terecht, waar hij verwant is aan Nycticeius, en Cistugo is genetisch de zustergroep van alle andere gladneuzen behalve de Miniopterinae en behoort mogelijk niet eens tot de Vespertilionidae, zodat Myotis in feite waarschijnlijk het enige geslacht in de onderfamilie is. Met de classificatie van de Vespertilioninae is het nog erger gesteld. De onderfamilie wordt meestal in een aantal tribus (geslachtengroepen) ingedeeld. De status van vier hiervan (Lasiurini, Nyctophilini, Nycticeiini en Plecotini) was tot voor kort niet controversieel (met uitzondering van de positie van het geslacht Otonycteris, dat soms in de Plecotini, soms in de Nycticeiini wordt geplaatst). De resterende geslachten werden ofwel in een groot tribus Vespertilionini geplaatst, ofwel verdeeld tussen Eptesicini, Pipistrellini en Vespertilionini. Genetische gegevens zetten deze indeling echter op losse schroeven. Een vrij complete fylogenetische analyse uit 2003 kon alleen de monofylie van de Nyctophilini en Lasiurini, die ieder maar een of twee geslachten omvatten, bevestigen (d.i., alleen deze groepen clusterden tot een klade in hun analyse; soorten uit andere groepen zijn verspreid over de "boom" terug te vinden). Alle andere tribus komen totaal niet overeen met de groeperingen in deze analyse. Ook de geslachten Eptesicus, Pipistrellus, Neoromicia en Hypsugo zijn niet monofyletisch. De auteurs suggereren daarom om Parastrellus hesperus, die toen nog tot Pipistrellus werd gerekend, in een nieuw geslacht te plaatsen (dat is inmiddels gebeurd), om het geslacht Nyctalus in Pipistrellus op te nemen en Histiotus in Eptesicus, en om Neoromicia in twee geslachten te splitsen. Ze suggereren ook een nieuwe indeling van de geslachten van de Vespertilioninae, die sterk verschilt van vroegere classificaties, maar niet alle geslachten opneemt. Hier wordt voorlopig de indeling van de derde editie van het standaardwerk Mammal Species of the World gebruikt.
Er zijn dertien fossiele geslachten van gladneuzen bekend. De oudste onbetwiste gladneuzen stammen uit het Vroeg-Oligoceen: Oligomyotis in Noord-Amerika en Myotis en Qinetia in Europa. Oligomyotis wordt tot de Myotinae gerekend, Qinetia wordt beschouwd als de voorouder van de Plecotini. Er zijn allerlei fossiele vormen bekend sinds het Mioceen; veel daarvan behoren al tot levende geslachten.
De familie omvat de volgende geslachten, in een recente classificatie:
- Geslacht Karstala †
- Geslacht Shanwangia†
- Geslacht Potamonycteris†
- Geslacht Plionycteris†
- Onderfamilie Vespertilioninae
  - Geslacht Ancenycteris†
  - Geslacht Paleptesicus†
  - Geslacht Pleistomyotis†
  - Geslacht Rhyneptesicus
  - Tribus Antrozoini
    - Geslacht Antrozous
    - Geslacht Anzanycteris†
    - Geslacht Baeodon
    - Geslacht Bauerus
    - Geslacht Rhogeessa

  - Tribus Eptesicini
    - Geslacht Arielulus
    - Geslacht Cnephaeus
    - Geslacht Eptesicus
    - Geslacht Glauconycteris
    - Geslacht Hesperoptenus
    - Geslacht Histiotus
    - Geslacht Ia
    - Geslacht Lasionycteris
    - Geslacht Neoeptesicus
    - Geslacht Scoteanax
    - Geslacht Scotomanes
    - Geslacht Scotorepens
    - Geslacht Thainycteris

  - Tribus Lasiurini
    - Geslacht Lasiurus

  - Tribus Nycticeiini
    - Geslacht Nycticeius
    - Geslacht Samonycteris†

  - Tribus Perimyotini
    - Geslacht Parastrellus
    - Geslacht Perimyotis

  - Tribus Pipistrellini
    - Geslacht Glischropus
    - Geslacht Nyctalus
    - Geslacht Pipistrellus
    - Geslacht Scotoecus
    - Geslacht Scotozous
    - Geslacht Vansonia

  - Tribus Plecotini
    - Geslacht Barbastella
    - Geslacht Corynorhinus
    - Geslacht Euderma
    - Geslacht Idionycteris
    - Geslacht Otonycteris
    - Geslacht Plecotus
    - Geslacht Qinetia†

  - Tribus Scotophilini
    - Geslacht Scotophilus

  - Tribus Vespertilionini
    - Geslacht Afronycteris
    - Geslacht Afropipistrellus
    - Geslacht Cassistrellus
    - Geslacht Chalinolobus
    - Geslacht Falsistrellus
    - Geslacht Hypsugo
    - Geslacht Laephotis
    - Geslacht Mimetillus
    - Geslacht Mirostrellus
    - Geslacht Neoromicia
    - Geslacht Nycticeinops
    - Geslacht Nyctophilus
    - Geslacht Pharotis
    - Geslacht Philetor
    - Geslacht Pseudoromicia
    - Geslacht Tylonycteris
    - Geslacht Vespadelus
    - Geslacht Vespertilio
- Onderfamilie Myotinae
  - Geslacht Eudiscopus
  - Geslacht Miomyotis†
  - Geslacht Myotis
  - Geslacht Oligomyotis†
  - Geslacht Submyotodon
  - Geslacht Suaptenos†
- Onderfamilie Murininae
  - Geslacht Harpiocephalus
  - Geslacht Harpiola
  - Geslacht Murina
- Onderfamilie Kerivoulinae
  - Geslacht Chamtwaria†
  - Geslacht Kerivoula
  - Geslacht Phoniscus

### Soorten in de Benelux
De meeste vleermuissoorten die inheems zijn in de Benelux behoren tot de gladneuzen. De enige twee andere vleermuissoorten, de kleine en de grote hoefijzerneus, behoren tot de hoefijzerneuzen (Rhinolophidae). In de Benelux komen de volgende soorten voor:
- Geslacht Barbastella
  - Mopsvleermuis (Barbastella barbastellus)
- Geslacht Cnephaeus
  - Noordse vleermuis (Cnephaeus nilssonii)
  - Laatvlieger (Cnephaeus serotinus)
- Geslacht Myotis
  - Bechsteins vleermuis (Myotis bechsteinii)
  - Brandts vleermuis (Myotis brandtii)
  - Meervleermuis (Myotis dasycneme)
  - Watervleermuis (Myotis daubentonii)
  - Ingekorven vleermuis (Myotis emarginatus)
  - Vale vleermuis (Myotis myotis)
  - Baardvleermuis (Myotis mystacinus)
  - Franjestaart (Myotis nattereri)
- Geslacht Nyctalus
  - Bosvleermuis (Nyctalus leisleri)
  - Rosse vleermuis (Nyctalus noctula)
- Geslacht Pipistrellus
  - Ruige dwergvleermuis (Pipistrellus nathusii)
  - Gewone dwergvleermuis (Pipistrellus pipistrellus)
  - Kleine dwergvleermuis (Pipistrellus pygmaeus)
- Geslacht Plecotus
  - Bruine grootoorvleermuis (Plecotus auritus)
  - Grijze grootoorvleermuis (Plecotus austriacus)
- Geslacht Vespertilio
  - Tweekleurige vleermuis (Vespertilio murinus)